# 白馬三枝美術館
白馬三枝美術館（はくばさえぐさびじゅつかん）は、長野県北安曇郡白馬村にある私立美術館。安曇野アートライン加盟施設。　

## 概要
1993年に開館。「白馬の自然風景」という同一主題により制作された近代絵画で、冬山の険しさ厳しい寒さを感じる作品、初夏の高原の清清しい風や太陽の暖かさに包まれているような感覚におそわれる作品など、白馬・五竜山麓や安曇野の風景画、北アルプスの山岳画の油彩・水彩画を約300点を収蔵し、うち100点余りを常設展示する。
田村一男、田中春弥、足立源一郎、山下大五郎、高田誠、関四郎五郎、樽見盛衛、篠原昭登、奥田郁太郎、征矢野久をはじめとする白馬ゆかりの作家のみならず、池田満寿夫、山下清、草間弥生、江頭豊など異色の作家の作品も展示されている。
館内の「pluck house」には英国産のアンティーク家具や日曜食器、テディベアも展示され、700坪の庭には白馬村付近に自生する400種以上の山野草を春から秋まで鑑賞できるようになっている。

## アクセス
- 長野自動車道安曇野ICから 車で約0分
- JR東日本白馬駅から 車で約5分